# Ecoregio
Een ecoregio (ecologische regio), soms bioregio genoemd, is de op één of twee na kleinste ecologische eenheid. Een ecoregio is een onderdeel van een grotere ecozone.
Ecoregio's zijn relatief grote gebieden van land of water die in geografisch en ecologisch opzicht min of meer homogeen zijn. De biodiversiteit van flora, fauna en ecosystemen die een ecoregio karakteriseren neigen af te wijken van die van andere ecoregio's. Binnen ecoregio's kunnen eventueel nog kleinere ecodistricten worden onderscheiden, en ten slotte ecosystemen.
Welke biotopen in een ecoregio kunnen voorkomen wordt vooral bepaald door het klimaat, de geologische ontstaansgeschiedenis en de samenstelling van de bodem. Ecoregio's worden opgedeeld in terrestrische, zoetwater- en mariene ecoregio.
Het World Wildlife Fund (WWF), die de ecoregio's heeft beschreven, onderscheidt 867 terrestrische-, ongeveer 450 zoetwater- en 232 mariene ecoregio's. De classificatie is een synthese van verscheidene eerdere pogingen, en wordt door vele experten als 'vrij definitief' beschouwd.

## Terrestrische ecoregio's
Terrestrische ecoregio's zijn gebonden aan vaste bodem.
De landoppervlakte is verdeeld in 8 grote terrestrische ecozones met 867 kleinere terrestrische ecoregio's. De grenzen van de ecozones vallen min of meer samen met die van de grote floristische en faunistische gemeenschappen van deze aarde. Ze worden meestal bepaald door de grenzen van de continenten of door belangrijke migratiebarrières, zoals de Himalaya of de Sahara. De grenzen van ecoregio's zijn dikwijls niet zo duidelijk of herkenbaar.
Ecoregio's zijn deelgebieden van biomen, grote plantengemeenschappen bepaald door klimaat en regenval. Het WWF onderscheidt 14 biomen:
| Code | Bioom                                                 | Engelse aanduiding                                           | T        | Vocht        | Vegetatie             |
| ---- | ----------------------------------------------------- | ------------------------------------------------------------ | -------- | ------------ | --------------------- |
| 01   | Tropisch of subtropisch regenwoud                     | Tropical and subtropical moist broadleaf forests             | heet     | nat (zeer)   | bos (loof)            |
| 02   | Tropisch of subtropisch droog woud                    | Tropical and subtropical dry broadleaf forests               | heet     | droog        | bos (loof)            |
| 03   | Tropisch of subtropisch naaldwoud                     | Tropical and subtropical coniferous forests                  | heet     | nat          | bos (naald)           |
| 04   | Gematigd loofbos of gemengd bos                       | Temperate broadleaf and mixed forests                        | gematigd | nat          | bos (loof en naald)   |
| 05   | Gematigd naaldwoud                                    | Temperate Coniferous Forest                                  | gematigd | nat          | bos (naald)           |
| 06   | Taiga                                                 | Boreal forests / Taiga                                       | koud     | nat          | bos (naald)           |
| 07   | Tropisch of subtropisch grasland, savanne of struweel | Tropical and subtropical grasslands, savannas and shrublands | heet     | droger       | gras                  |
| 08   | Gematigd grasland, savanne of struweel                | Temperate grasslands, savannas and shrublands                | gematigd | droger       | gras                  |
| 09   | Overstromende graslanden en savannes                  | Flooded grasslands and savannas                              | heet     | nat (zeer)   | gras                  |
| 10   | Berggraslanden en -struwelen                          | Montane grasslands and shrublands                            | koud     | droger       | gras                  |
| 11   | Toendra                                               |                                                              | koud     | nat          | gras toendravegetatie |
| 12   | Mediterrane bossen, bosland en struwelen              | Mediterranean forests, woodlands and scrubs                  | gematigd | droger       | struiken              |
| 13   | Woestijnen en droge struwelen                         | Deserts and xeric shrublands                                 | heet     | droog (zeer) | struiken vetplanten   |
| 14   | Mangrove                                              |                                                              | heet     | nat          | bos (mangrove)        |

## Ecoregio's van België en Nederland
België en Nederland zijn twee ecoregio's aanwezig. Vlaanderen en Nederland vallen in de ecoregio van de Atlantische gemengde bossen. Wallonië valt grotendeels in de ecoregio van de West-Europese loofbossen. Beide maken deel uit van het bioom van de Gematigd loofbos of gemengd bos (temperate broadleaf and mixed forests).
In de WWF-code van een ecoregio wordt bovenstaande nummering gebruikt. Bijvoorbeeld de ecozone waarin Nederland en Vlaanderen liggen heeft de code PA0402. Het 04 deel daarvan geeft aan dat het bioom ervan tot de gematigd loofbos en gemengd bos behoort. Het voorvoegsel PA geeft aan dat de ecozone het Palearctisch gebied is.
| Ecoregio                     | Ecoregio                    | Ecoregio | Ecoregio | Ecoregio      | Ecoregio | Ecoregio | Ecoregio | Ecoregio | Ecoregio | Ecoregio                    | Ecoregio             | Ecoregio             | Ecoregio                    | Ecoregio             |
| Bioom→                       | 01                          | 02       | 03       | 04            | 05       | 06       | 07       | 08       | 09       | 10                          | 11                   | 12                   | 13                          | 14                   |
| ↓Ecozone                     | 01                          | 02       | 03       | 04            | 05       | 06       | 07       | 08       | 09       | 10                          | 11                   | 12                   | 13                          | 14                   |
| ---------------------------- | --------------------------- | -------- | -------- | ------------- | -------- | -------- | -------- | -------- | -------- | --------------------------- | -------------------- | -------------------- | --------------------------- | -------------------- |
| Palearctisch gebied (PA)     |                             |          |          | PA0401 PA0402 | PA0501   | PA0601   |          | PA0814   |          |                             | PA1101 PA1110        |                      | PA1308                      |                      |
| Nearctisch gebied (NA)       |                             |          |          |               |          |          |          |          |          |                             | NA1112 NA1113        |                      |                             |                      |
| Afrotropisch gebied (AT)     | AT0117 AT0118               | AT0202   |          |               |          |          | AT0717   |          | AT0905   | AT1003 AT1004 AT1011 AT1012 | —                    | AT1201 AT1202 AT1203 | AT1311 AT1312 AT1321 AT1322 | AT1402 AT1404 AT1405 |
| Neotropisch gebied (NT)      | NT0125 NT0149 NT0169        |          |          | NT0404        |          |          | NT0707   |          |          |                             | —                    |                      | NT1302                      | NT1411               |
| Oriëntaals gebied (IM)       |                             |          |          |               | IM0502   |          |          |          |          |                             |                      |                      |                             |                      |
| Australaziatisch gebied (AA) | AA0101 AA0111 AA0112 AA0113 |          |          |               |          |          | AA0708   |          |          |                             | AA1101               |                      |                             |                      |
| Oceanisch gebied (OC)        |                             | OC0201   |          |               |          |          |          |          |          |                             | —                    |                      |                             |                      |
| Antarctisch gebied (AN)      | —                           | —        | —        | —             | —        | —        | —        | —        | —        | —                           | AN1101 AN1103 AN1104 | —                    | —                           | —                    |